# Nymphaster dyscritus
Nymphaster dyscritus är en sjöstjärneart som beskrevs av Fisher 1913. Nymphaster dyscritus ingår i släktet Nymphaster och familjen ledsjöstjärnor.
Artens utbredningsområde är Filippinerna. Inga underarter finns listade i Catalogue of Life.